# Ернст Лудвиг I фон Путбус
Ернст Лудвиг I фон Путбус (на немски: Ernst Ludwig I zu Putbus; * 1580; † 1615) e фрайхер и господар на Путбус на остров Рюген в Мекленбург-Предна Померания.
Той е син на Лудвиг I фон Путбус (1549 – 1594) и съпругата му Анна Мария фон Анна Мария фон Хонщайн (1558 – 1595), дъщеря на граф Ернст VI фон Хонщайн († 1562) и Катарина фон Шварцбург († 1568). Брат е на фрайхер Фридрих Ердман фон Путбус (1576 – 1622), женен 1600 г. за Сабина Хедвиг фон Еверщайн (1579 – 1631), и на Магдалена фон Путбус (1590 – 1665), омъжена на 29 декември 1609 г. в Бургк за Хайнрих II Ройс-Хоф-Бургк, годподар на Унтерграйц и Бургк (1575 – 1639).
Ернст Лудвиг I фон Путбус е през 1596 г. ректор на университета на Франкфурт на Одер. Той и брат му Фридрих Ердман са издигнати на фрайхер. През 1727 г. родът е издигнат на имперски граф, 1731 г. на шведски граф, 1807 г. на шведски князе и 1815 г. на пруски князе.
През 1854 г. родът изчезва по мъжка линия със смъртта на княз Вилхелм Малте I.

## Фамилия
Ернст Лудвиг I фон Путбус се жени 1603 г. за Валпургис фон Еверщайн-Масов († 25 юни 1613), дъщеря на граф Стефан Хайнрих фон Еверщайн-Кваркенбург (1543 – 1613) и графиня Маргарета фон Диц (1544 – 1608). Валпургис е сестра на Сабина Хедвиг, съпругата на брат му Фридрих Ердман. Бракът вероятно е бездетен.
Ернст Лудвиг I фон Путбус се жени втори път сл. 25 април 1613 г. за Магдалена фон Еверщайн-Масов (1588 – 1663), дъщеря на граф Волфганг II фон Еверщайн-Масов (1528 – 1592) и Анна фон Липе (1551 – 1614), дъщеря на граф Бернхард VIII фон Липе (1527 – 1563) и Катарина фон Валдек († 1583). Те имат два сина:
- Волфганг Хайнрих фон Путбус (* 23 април 1613; † 27 декември 1654), фрайхер
- Ердман Ернст Лудвиг фон Путбус (* 26 януари 1616; † 4 септември 1671), фрайхер, женен 1643 г. за Урсула София Подебук (* 3 август 1625; † 1677); имат два сина и дъщеря